# Miket
Miket ist der Name einer nubischen Gottheit, die im Alten Ägypten als Lokalgöttin in der Region von Elephantine und Sehelnarti verehrt wurde. Sie ist erstmals im Mittleren Reich in der 13. Dynastie in Elephantine belegt; im dortigen Chnumtempel im Neuen Reich nur einmal während der Regierungszeit von Hatschepsut, die Miket bezüglich Thutmosis II. erwähnte: „Thutmosis II., geliebt von Miket, an der Spitze Nubiens....“. 
Gemeinsam mit Satis zählte Miket zum engeren Kreis der Nilflutgottheiten, die in der Region von Elephantine in Verbindung mit Chnum beheimatet waren. Von Amasis ist eine spätere Inschrift im Vorhof des Satis-Tempels auf Elephantine erhalten geblieben: „Amasis, geliebt von Miket, verehrt in Elephantine, Herrin des Himmels.“ Damit trug Miket den gleichen Beinamen wie Satis und Anukis.